# Haemopis lateromaculata
Haemopis lateromaculata är en ringmaskart som beskrevs av Mathers 1963. Haemopis lateromaculata ingår i släktet Haemopis och familjen Haemopidae. Inga underarter finns listade i Catalogue of Life.